# Guadalupe Larriva
Guadalupe Larriva González (Cuenca, 28 de Julho de 1956 - Manta, 24 de Janeiro de 2007) foi uma activista, ex-deputada por Azuay (2003 - 2007) e Ministra da Defesa do Equador, tendo sido a primeira mulher e um dos poucos civis a ocupar o cargo.
Era também líder do Partido Socialista - Frente Ampla. Morreu aos 50 anos, num acidente de helicóptero na Base Militar de Manta nove dias depois de tomar posse como Ministra. No acidente, no qual dois helicópteros chocaram, morreram ainda a sua filha de 17 anos, Claudia Ávila Larriva, e cinco oficiais do exército.
Depois da morte de Larriva, Rafael Correa prometeu indicar uma outra mulher para o cargo de Ministro da Defesa. Ele cumpriu essa promessa no dia 30 de Janeiro de 2007, quando nomeou Lorena Escudero para substituí-la. Escudero também é natural de Cuenca e também é professora universitária.
1. ↑  Carrera Lescano, Ibsen Julissa; Quintero Andrade, Steven Daniel (setembro de 2017). «Desarrollo de aplicación web de gestión académica para la escuela de educación básica Dra. Guadalupe Larriva González de la ciudad de Guayaquil». Consultado em 20 de setembro de 2024